# Ivo Rüegg
Ivo Rüegg (* 15. April 1971 in Eschenbach SG) ist ein ehemaliger Schweizer Bobfahrer.
Er begann 1995 mit dem Bobsport. Im Jahr 2000 kam er in das Schweizer Nationalkader. Bei Weltmeisterschaften gewann Ivo Rüegg fünf und bei Europameisterschaften errang er sechs Medaillen. Zusammen mit seinen Top-Anschiebern Roman Handschin und Cedric Grand gewann Ivo Rüegg 2010 mit dem 2er-Bob den begehrten Gesamt-Weltcup.
Rüegg hatte auch Erfolge im Zehnkampf. Im Nationalturnen und im Steinstossen war er mehrfacher Schweizer Meister. 
Im Mai 2010 gab er seinen Rücktritt bekannt.

## Medaillen bei Weltmeisterschaften
- 2007: Silber im Zweier
- 2007: Gold im Vierer
- 2007: Bronze mit dem Team
- 2009: Gold im Zweier
- 2009: Silber mit dem Team